# Europees kampioenschap voetbal 2020 (Groep C) Oostenrijk - Noord-Macedonië
Dit artikel gaat over de wedstrijd in groepsfase in groep C tussen Oostenrijk en Noord-Macedonië die gespeeld werd op zondag 13 juni 2021 in de Arena Națională te Boekarest tijdens het Europees kampioenschap voetbal 2020. Het duel was de zesde wedstrijd van het toernooi.

## Voorafgaand aan de wedstrijd
- Oostenrijk stond voorafgaand aan dit toernooi op de 23ste plaats van de FIFA-wereldranglijst. Veertien Europese landen en EK-deelnemers stonden boven Oostenrijk op die lijst. Ondertussen stond Noord-Macedonië op de 62ste plaats van de FIFA-wereldranglijst. 31 Europese landen en alle andere 23 EK-deelnemers stonden boven Noord-Macedonië op die lijst.
- Voorafgaand aan deze wedstrijd troffen Oostenrijk en Noord-Macedonië elkaar al twee keer, beide keren gedurende de kwalificatie voor het EK 2020. Oostenrijk won de wedstrijden met 1–4 en 2–1.
- Voor Oostenrijk was dit haar derde deelname aan het Europees kampioenschap en de tweede op rij sinds het EK 2016. Echter won Oostenrijk nog geen wedstrijden op een EK-eindronde. Noord-Macedonië nam nooit eerder deel aan het Europees kampioenschap.

## Wedstrijdgegevens[1]
| Datum                  | 13 juni 2021                                                                                     | 13 juni 2021                                                                                     |
| Wedstrijdnummer        | 6                                                                                                | 6                                                                                                |
| Stadion                | Arena Națională, Boekarest                                                                       | Arena Națională, Boekarest                                                                       |
| Toeschouwers           | 9.082                                                                                            | 9.082                                                                                            |
| Scheidsrechter         | Andreas Ekberg                                                                                   | Andreas Ekberg                                                                                   |
| Assistenten            | Mehmet Culum Stefan Hallberg                                                                     | Mehmet Culum Stefan Hallberg                                                                     |
| Vierde official        | Sergej Karasjov                                                                                  | Sergej Karasjov                                                                                  |
| Videoscheidsrechters   | Bastian Dankert Chris Kavanagh (assistent) Benjamin Pages (assistent) Jérôme Brisard (assistent) | Bastian Dankert Chris Kavanagh (assistent) Benjamin Pages (assistent) Jérôme Brisard (assistent) |
| Man van de wedstrijd   | David Alaba                                                                                      | David Alaba                                                                                      |
|                        | Oostenrijk                                                                                       | Noord-Macedonië                                                                                  |
| Doelpunten             | 3                                                                                                | 1                                                                                                |
| Gele kaarten           | 1                                                                                                | 2                                                                                                |
| Rode kaarten           | 0                                                                                                | 0                                                                                                |
| Wissels                | 5                                                                                                | 4                                                                                                |
| Schoten op doel        | 7                                                                                                | 2                                                                                                |
| Schoten naast doel     | 2                                                                                                | 3                                                                                                |
| Overtredingen          | 13                                                                                               | 16                                                                                               |
| Hoekschoppen           | 4                                                                                                | 0                                                                                                |
| Buitenspel             | 1                                                                                                | 0                                                                                                |
| Passnauwkeurigheid (%) | 81                                                                                               | 72                                                                                               |
| Balbezit (%)           | 60                                                                                               | 40                                                                                               |

| Oostenrijk | 3 – 1           | Noord-Macedonië |
| (Marcel Sabitzer) Stefan Lainer 18' (David Alaba) Michael Gregoritsch 78' (Konrad Laimer) Marko Arnautović 89'                                                                                           | goals (assists) | 28' Goran Pandev |
| Franco Foda | bondscoach      | Igor Angelovski |
| Daniel Bachmann Stefan Lainer Aleksandar Dragović 46' Martin Hinteregger Andreas Ulmer Christoph Baumgartner 58' Konrad Laimer 90+4' Xaver Schlager 90+4' David Alaba Marcel Sabitzer Saša Kalajdžić 59' | opstellingen    | Stole Dimitrievski Boban Nikolov 63' Stefan Ristovski Darko Velkovski Visar Musliu 86' Ezgjan Alioski Enis Bardhi 82' Arijan Ademi Eljif Elmas Goran Pandev Aleksandar Trajkovski 63' |
| Philipp Lienhart 46' Michael Gregoritsch 58' Marko Arnautović 59' Julian Baumgartlinger 90+3' Stefan Ilsanker 90+4'                                                                                      | wissels         | 63' Egzon Bejtulai 63' Tihomir Kostadinov 82' Ivan Tričkovski 86' Milan Ristovski |
| Stefan Lainer 82' | gele kaarten    | 42' Aleksandar Trajkovski 52' Ezgjan Alioski |
| | rode kaarten    | |